# Grażyna Ewa Karpińska
Grażyna Ewa Karpińska – polska etnografka, etnolożka, antropolożka kultury, doktor habilitowana nauk humanistycznych w dyscyplinie etnologia ze specjalnością antropologia miasta, profesorka Uniwersytetu Łódzkiego (UŁ) na Wydziale Filozoficzno-Historycznym.

## Życiorys
Ukończyła etnografię na Wydziale Filozoficzno-Historycznym UŁ, na tym Wydziale obroniła pracę doktorską Mieszkanie robotnika łódzkiego w okresie międzywojennym. Analiza etnologiczna (1985), habilitowała się w Instytucie Archeologii i Etnologii PAN na podstawie dorobku naukowego i książki Miejsce wyodrębnione ze świata. Przykład łódzkich kamienic czynszowych (2001). Od 1986 r. zatrudniona w  Katedrze Etnologii UŁ. Prodziekan ds. studiów niestacjonarnych i podyplomowych na Wydziale Filozoficzno-Historycznym UŁ (2005–2012), dyrektorka Instytutu Etnologii i Antropologii Kulturowej (IEiAK) UŁ (2012–2019), kierowniczka Zakładu Teorii i Badania Kultury Współczesnej w IEiAK UŁ (2006–2023).

## Zainteresowania badawcze
Antropologia miasta i antropologia w mieście, antropologia współczesności, antropologia przestrzeni (miejska codzienność, kultura robotników przemysłowych, przeszłość w krajobrazie miast, miasteczek i wsi, wspólnotowość we współczesnej kulturze); etnograficzne archiwa, dokumentacja oraz digitalizacja wiedzy etnograficznej i antropologicznej; Bałkany: zróżnicowanie etniczne i kulturowe krajów dawnej Jugosławii. Prowadziła wykłady z antropologii miasta, miejskiej codzienności, antropologii przestrzeni. Terenem jej etnograficznych badań jest przede wszystkim Łódź i okolice, też Jura Krakowsko-Częstochowska i Małopolska.

## Pełnione funkcje[7]

### w UŁ
- kierownik Zakładu Teorii i Badania Kultury Współczesnej w Instytucie Etnologii i Antropologii Kulturowej UŁ
- wiceprzewodnicząca Komisji UŁ ds. Stopni Naukowych w Dyscyplinie Nauki o Kulturze i Religii
- członkini Rady Naukowej Ośrodka Badań Interdyscyplinarnych nad Wielokulturową i Wielonarodową Łodzią i Regionem UŁ[8]
- członkini Rady Naukowej Interdyscyplinarnego Centrum Studiów Miejskich UŁ[9]

### poza UŁ
- członkini Komitetu Nauk Etnologicznych PAN[10]
- przewodnicząca Komisji Antropologii Miasta KNE PAN[11]
- członkini Zarządu Głównego PTL[12]
- redaktor naczelna „Łódzkich Studiów Etnograficznych”[13]
- redaktor tematyczna czasopisma „Journal of Urban Ethnology”[14]

## Odznaczenia i medale
- Medal Komisji Edukacji Narodowej (2014)
- Odznaka Rady Miejskiej w Łodzi „Za Zasługi dla Miasta Łodzi” (2007)
- Srebrny Krzyż Zasługi (2003)
- Odznaka Ministra Kultury i Sztuki Rzeczypospolitej Polskiej „Zasłużony działacz kultury” (1995)[7]

## Wybrane publikacje

### Książki
2019  Grembach. Etnograficzny przewodnik po łódzkim osiedlu. Łódź: Wydawnictwo UŁ (wraz z Aleksandrą Krupą-Ławrynowicz).
2018 Monopol Wódczany w Łodzi. Miejsce opowiedziane. Łódź: Instytut Archeologii UŁ, Virako Sp. z o.o (wraz Aleksandrą Krupą-Ławrynowicz i Olgierdem Ławrynowiczem).
2000 Miejsce wyodrębnione ze świata. Przykład łódzkich kamienic czynszowych. Łódź: PTL – „Łódzkie Studia Etnograficzne” t. 38.
1992 Pracować żeby żyć, żyć żeby pracować. Warszawa-Łódź: PWN – „Łódzkie Studia Etnograficzne” t. 31 (wraz z Bronisławą Kopczyńską-Jaworską i Anną Woźniak).

### Prace pod redakcją
2016 Lidé a města ve velkých válkách. Pohled etnologa (antropologa) /Społeczeństwo miasta w kontekście I i II wojny światowej. Spojrzenie antropologa. Praha: Fakulta humanitních studií Univerzity Karlovy, 152 s. (redakcja wraz z Blanką Soukupovą, Różą Godulą-Węcławowicz).
2012 Antropolog w mieście i o mieście. Wrocław–Łódź: PTL, 219 s. – „Łódzkie Studia Etnograficzne” t. 51.
2007 Miejsca biesiadne: co o nich opowiada antropolog? Łódź: PTL, 214 s. – „Łódzkie Studia Etnograficzne” t. 46.
2004 Codzienne i niecodzienne. O wspólnotowości w realiach dzisiejszej Łodzi. Łódź: PTL, 247 s. – „Łódzkie Studia Etnograficzne” t. 43.

### Artykuły
2019 Udomowianie ulicy. Z etnograficznych badań na Wschodniej. „Journal of Urban Ethnology”, t. 17, s. 47–61.
2019 Wokół pieca i stołu. Praktyki zamieszkiwania łódzkich włókniarzy. [W:] W kuchni. Kulturowe szkice o przestrzeni. Red. A. Krupa-Ławrynowicz, K. Orszulak-Dudkowska. Łódź: Wydawnictwo UŁ, s. 127–148.
2018 At a War Cemetery: Traces and Practices of Commemoration. „Traditiones”, 47/1, p. 115–133.
2017 W robotniczym domu, w fabrycznej hali. O praktykach kulinarnych włókniarzy Łodzi i Żyrardowa. „Ethnologia Europea Centralis”, t. 14, s. 8–22.
2016 Przywracanie pamięci: (re)konstruowanie tradycji miejskich. [W:] Nowe czytanie tradycji. Z inspiracji rokiem Kolbergowskim. Red. E. Nowina-Sroczyńska, S. Latocha. Łódź: Instytut Etnologii i Antropologii Kulturowej UŁ, s. 69–83.
2015 On the Appetite Trail. „Łódzkie Studia Etnograficzne”, t. 54, s. 106–123. 
2014  Jak to z produktem regionalnym bywa, czyli o głodzie tradycji we współczesnym świecie. [W:] Głód. Skojarzenia, metafory, refleksje… Red. K. Łeńska-Bąk, M. Sztandara. Opole: Wyd. Uniwersytetu Opolskiego, s. 291–304.
2012 Co upamiętniamy 29 sierpnia w Łodzi? Sposoby konstruowania miejsc pamięci. „Lud”, t. 96, s. 157–177.

## Wybrane projekty badawcze
- Miejsca pamięci i zapomnienia. Badania interdyscyplinarne północnych terenów Jury Krakowsko-Częstochowskiej; program Ministra Nauki i Szkolnictwa Wyższego pod nazwą „Narodowy Program Rozwoju Humanistyki” (nr 0055/NPRH3/H11/82/2014); wykonawca (2014–2019)[18];
- Utworzenie repozytorium cyfrowego zbioru „Robotnicy w XIX i XX wieku”; NPRH (nr 11H 11 009480); kierownik (2012–2015)[19];
- Uvod do antropologie menšin; grant finansowany przez Fond Rozvoje Vysokych Škol realizowany przez Fakulta Humanitních Studií Univerzity Karlovy w Pradze (nr 202538); wykonawca (2010–2011)[20].